# Ralph Griffith
Ralph Thomas Hotchkin Griffith (1826–1906) est un indianiste britannique. Il est membre du service éducatif indien et est parmi les premiers Européens à traduire les Védas en anglais. Il vit à Oxford, à Bénarès et à Madras,.

## Biographie
Griffith est né à Corsley, Wiltshire, le 25 mai 1826. Fils du révérend RC Griffith (aumônier du marquis de Bath 1830), il est titulaire d'une licence du Queen's College. Il traduit les écritures védiques en anglais et produit également des traductions d'autres littératures sanskrites, notamment une version en vers du Ramayana et du Kumara Sambhava de Kalidasa. Il occupe le poste de directeur du Collège de Bénarès en Inde et vit ensuite à Kotagiri, Nilgiri. Griffith s'intéresse davantage à la traduction des livres védiques en anglais et réalise la plupart de ses traductions alors qu'il vit, enseigne et fait des recherches à Kotagiri, dans les Nilgiris.
Sa traduction du Rigveda suit le texte de l'édition sanskrite en six volumes de Max Müller. Ses lectures suivent généralement le travail du grand érudit Sâyana, qui est Premier ministre à la cour du roi de Vijaynagar dans ce qui est aujourd'hui le district de Bellary dans l'État indien du Karnāṭaka au XIVe siècle.
À sa retraite, il se retire à Kotagiri, une station de montagne, à environ 7 000 pieds d'altitude, dans le district de Nilgiris, à Madras, résidant avec son frère Frank, ingénieur au département des travaux publics de la présidence de Bombay, qui s'y est installé en 1879. À Kotagiri, il se consacre à l’étude et à la traduction des Védas. Il décède le 7 novembre 1906 et y est enterré.

## Travaux
- Le Ramayan de Valmiki (publié en 1870) ( lire en ligne )
- Hymnes du Rigveda (publié en 1889) ( lire en ligne )
- Hymnes du Samaveda (publié en 1893) ( lire en ligne )
- Hymnes de l'Atharvaveda (publié en 1896) ( lire en ligne )
- Les textes du Yajurveda blanc (publié en 1899) ( lire en ligne )